# Caritas-Krankenhaus Bad Mergentheim

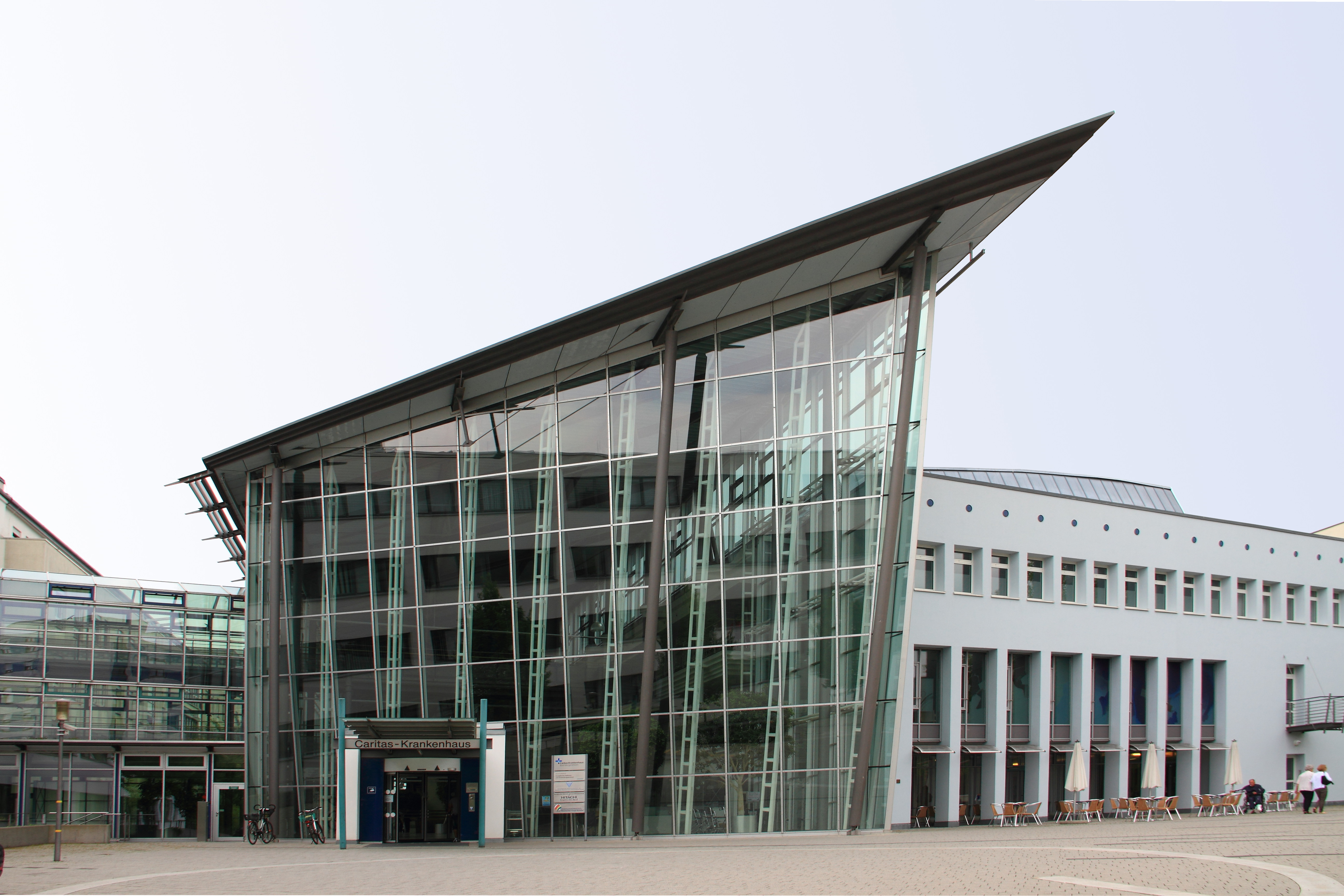
Eingang des Krankenhauses

Das Caritas-Krankenhaus Bad Mergentheim (CKBM) (offiziell: Caritas-Krankenhaus Bad Mergentheim gemeinnützige GmbH) ist ein Krankenhaus der Schwerpunktversorgung (Versorgungsstufe II) und Akademisches Lehrkrankenhaus der Universität Würzburg mit Sitz in der Kurstadt Bad Mergentheim.
Das CKBM bietet seine Leistungen überregional an und weist 434 Betten, 13 medizinische Fachkliniken und 12 Kompetenzzentren auf.

## Geschichte

### Gründung und Aufbau nach dem Zweiten Weltkrieg
1946 wurde das Caritas-Krankenhaus Bad Mergentheim gegründet, um nach dem Zweiten Weltkrieg Kranke aus der Region, verwundete ehemalige Soldaten, heimatlose Flüchtlinge und Kinder zu versorgen. Die amerikanische Militärregierung fand im Caritasverband Württemberg einen Träger für das Krankenhaus, der diese Aufgaben übernahm. Bis Ende der 1940er Jahre wurden neben einer Tuberkulose-Klinik noch die Abteilung für Innere Medizin und die chirurgisch-orthopädische Abteilung eingerichtet. In den 60er Jahren kamen Abteilungen für Augenheilkunde, HNO, Urologie und Dermatologie hinzu. In den 1970er Jahren wurde die Urologie zur Hauptfachabteilung. Neu hinzu kamen die Frauenklinik, die Anästhesiologie, die Radiologie und eine Dialyseabteilung. Eine neue Kinderklinik brachte einen Neubau mit sich. Daneben wurden zwei weitere Personalwohnheime gebaut.

### Integration anderer Krankenhäuser

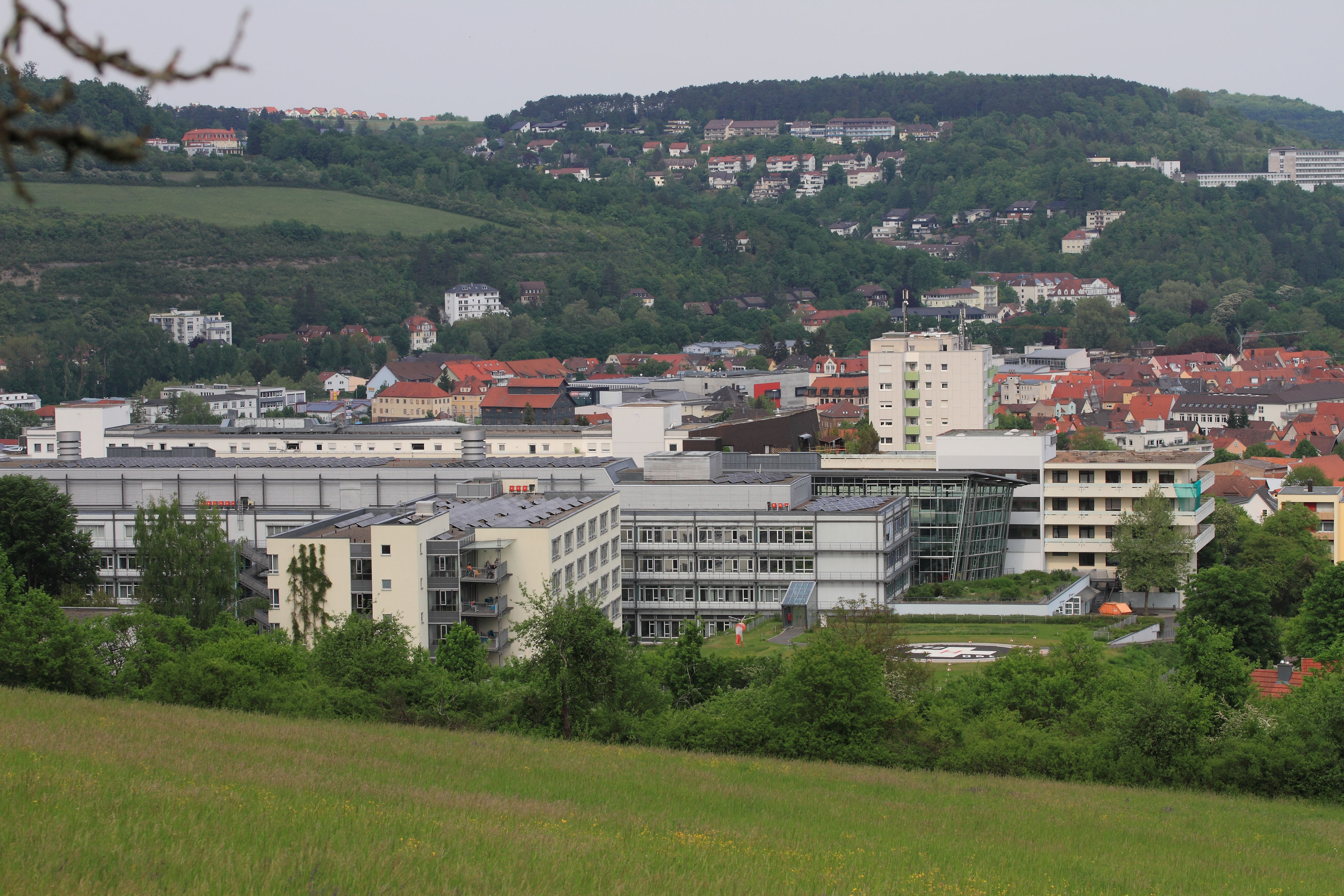
Blick vom Drillberg auf den Gebäudekomplex

1989 wurde das Kreiskrankenhaus des Main-Tauber-Kreises ins CKBM integriert und zur  Chirurgischen Klinik des Caritas-Krankenhauses. In den 1990er Jahren investierte das Sozialministerium in Stuttgart und der Caritas-Verband in einen modernen, architektonisch anspruchsvollen Neu- und Ausbau. Ein Großbrand im Jahr 1994 erforderte weitere Umbauten. 1997 konnte ein neuer Funktionsbau mit einer lichtdurchfluteten Halle eröffnet werden. 2001 wurde auch das traditionsreiche katholische Rochus-Spital ins Caritas-Krankenhaus integriert, verbunden mit dem Neubau eines weiteren Bettentrakts. Zu den bisherigen Abteilungen neu hinzu kamen die Pathologie, die Neurologie und das Klinische Labor.

### Träger-Partnerschaft
Nach 60 Jahren alleiniger Leitung fand der Caritas-Verband mit dem Barmherzige Brüder Trier e. V. (BBT) einen Partner für die Trägerschaft des Krankenhauses. Seit April 2006 trägt dieser Verein mehrheitlich die Verantwortung für das Haus. Dadurch ergab sich auch eine weitere engere Zusammenarbeit: Seit 1. Januar 2012 dient die Gesundheitsholding Tauberfranken gGmbH als gemeinsames gesellschaftsrechtliches Dach der Caritas-Krankenhaus Bad Mergentheim gGmbH (CKBM) und der Krankenhaus und Heime Main-Tauber GmbH (KHMT). 2014 erfolgte ein Wechsel der Rechtsform des Vereins der Barmherzigen Brüder in Barmherzige Brüder Trier gGmbH.

### Ausweitung der Bereiche
2008 wurden Zentren für Darmkrebs, Brustkrebs und Prostatakrebs eingerichtet. Bis 2010 war das Caritas-Krankenhaus akademisches Lehrkrankenhaus der Universität Heidelberg. Seit 2010 ist es akademisches Lehrkrankenhaus der Universität Würzburg. 2011 wurde zusammen mit dem externen Partner „Strahlentherapie Tauberfranken“ eine neue Strahlenklinik eröffnet. 2011 wurde ein neues Mutter-Kind-Zentrum eingeweiht und 2012 kam ein neues Herzkatheterlabor mit 3 D-Technik hinzu.

## Medizinische Ausrichtung

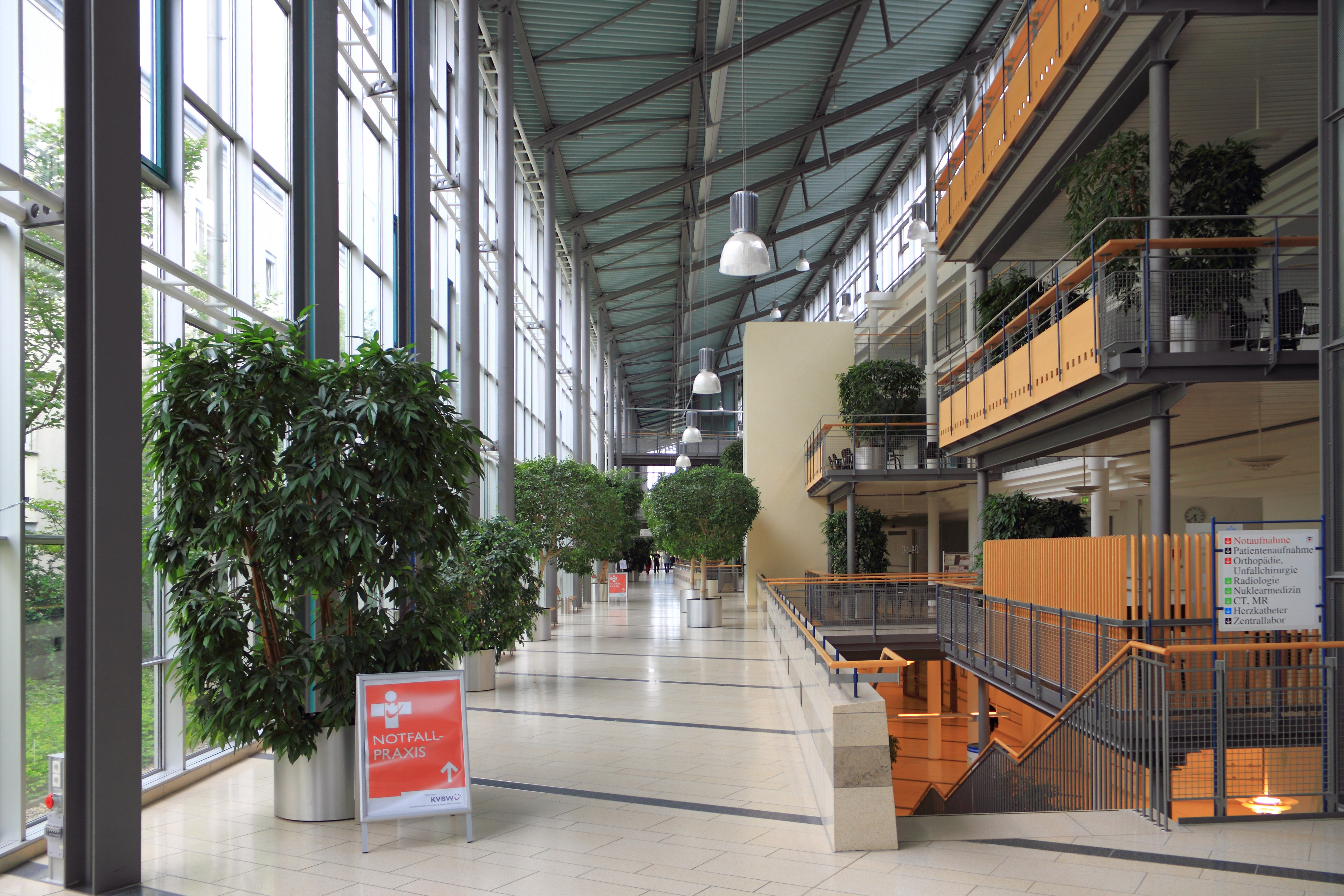
Die Eingangshalle des Krankenhauses

### Fachkliniken
Das CKBM weist aktuell die folgenden dreizehn medizinischen Fachkliniken auf:
- Allgemein-, Viszeral- u. Gefäß-Chirurgie
- Anästhesiologie und Intensivmedizin
- Gynäkologie und Geburtshilfe
- Kinder- und Jugendmedizin
- Medizinische Klinik 1
- Medizinische Klinik 2
- Medizinische Klinik 3
- Neurologie
- Orthopädie und Unfallchirurgie
- Institut für Pathologie
- Institut für Diagnostische & Interventionelle Radiologie
- Urologie
- Außenstelle Psychiatrische Tagesklinik & Psychiatrische Institutsambulanz

### Kompetenzzentren
Um neben einer wohnortnahen auch eine optimale medizinische Behandlung und intensive Betreuung zu ermöglichen, schloss sich das CKBM mit Spezialisten der Universitätskliniken Heidelberg und Würzburg in den folgenden Bereichen zu zwölf Kompetenzzentren zusammen:
- RCT Regionales Centrum für Tumorerkrankungen
- Brustzentrum
- Darmzentrum
- EndoProthetikZentrum
- Gefäßzentrum
- Hypertonie-Zentrum
- Nephrologische Schwerpunktklinik
- Onkologisches Zentrum
- Prostatazentrum
- Regionale Stroke Unit
- Regionales Traumazentrum
- Zentrum für Notaufnahme

## Trägerschaft und Geschäftsführung

### Trägerschaft
Zum 1. Januar 2012 wurde die Gesundheitsholding Tauberfranken gGmbH als gemeinsames gesellschaftsrechtliches und organisatorisches Dach der Caritas-Krankenhaus Bad Mergentheim gGmbH (CKBM) und der Krankenhaus und Heime Main-Tauber GmbH (KHMT) – bestehend aus dem Krankenhaus Tauberbischofsheim, dem benachbarten Seniorenzentrum Haus Heimberg sowie dem Seniorenzentrum Gerlachsheim – gegründet, wobei sowohl das CKBM als auch die KHMT als selbständige Gesellschaften weiterbestehen. Die gemeinsame Holding wird von drei Gesellschaftern getragen:
- Barmherzige Brüder Trier gGmbH (BBT) mit 51 Prozent
- Caritasverband der Diözese Rottenburg-Stuttgart mit 29 Prozent
- Main-Tauber-Kreis mit 20 Prozent

Gesellschafter der CKBM sind:
- Gesundheitsholding Tauberfranken mit 94,9 Prozent
- BBT gGmbH mit 2,6 Prozent
- Caritasverband der Diözese Rottenburg-Stuttgart mit 2,5 Prozent.

Gesellschafter der KHMT sind:
- Gesundheitsholding Tauberfranken mit 94,9 Prozent
- Main-Tauber-Kreis mit 5,1 Prozent.

### Geschäftsführung
Die Geschäftsführung der Caritas-Krankenhaus GmbH liegt in den Händen der Barmherzige Brüder Trier gGmbH (BBT) und setzt sich zusammen aus: Werner Hemmes (Recht, Personal, Unternehmensentwicklung), Bruder Alfons Maria Michels (Sprecher der Geschäftsführung), Andreas Latz (Finanzen, Leistungsplanung, Logistik) und Günter Mosen (soziale und berufliche Rehabilitation, Psychiatrie, Altenhilfe).

### Direktorium
Das Direktorium des Caritas-Krankenhauses setzt sich zusammen aus: Michael Raditsch (Direktor Unternehmenskultur),  Jeremia Berschauer (Kaufmännischer Direktor), Frank Feinauer (Pflegedirektor) und Ulrich Schlembach (Ärztlicher Direktor).

## Sonstiges
Kirche Maria Heil der Kranken

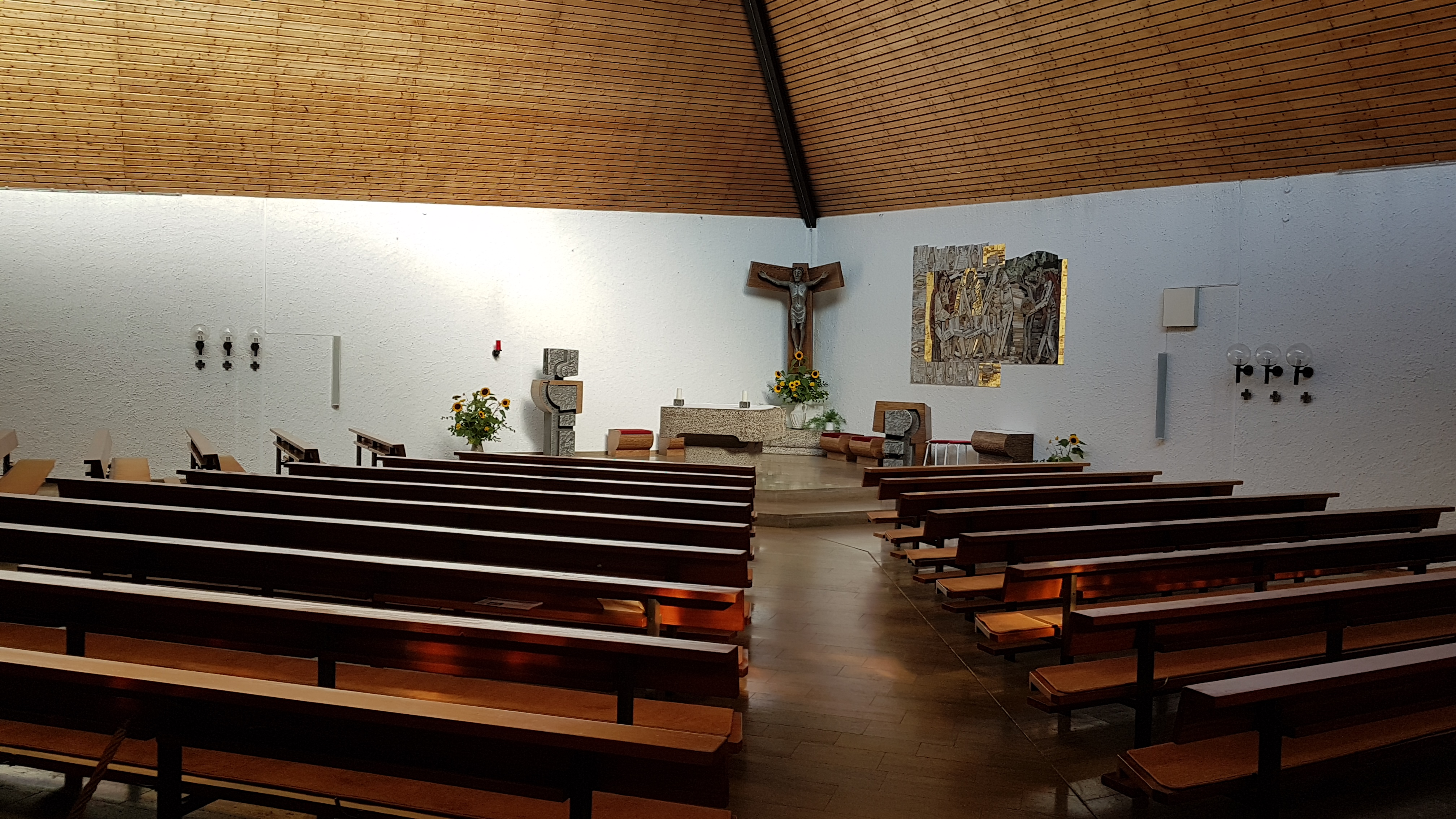
Caritas-Krankenhaus-Kirche Maria Heil der Kranken

Neben einem ökumenischen Andachtsraum im Zentralbau (Ebene 1 über dem Empfang am Haupteingang), der Tag und Nacht geöffnet hat, gibt es mit der Kirche Maria Heil der Kranken eine eigene Caritas-Krankenhaus-Kirche.
Zitate über das CKBM
Regionalleiter Thomas Wigant über das „Caritas“:

„Das Caritas ist gelebtes Zeichen der Caritas: Der Dienst am Menschen – als Heilsauftrag Jesu zeitgemäß umgesetzt mit modernster Technik und hoher Kompetenz und vor allem mit Menschlichkeit. Dies bleibt unsere Herausforderung für die Zukunft, jeden Tag neu und für jeden Einzelnen unserer mehr als 1300 Mitarbeiterinnen und Mitarbeiter.“